# Papirus 121
Papirus 121 (według numeracji Gregory-Aland), oznaczany symbolem {\displaystyle {\mathfrak {P}}^{121}} – wczesny grecki rękopis Nowego Testamentu, spisany w formie kodeksu na papirusie. Paleograficznie datowany jest na III wiek. Zawiera fragmenty Ewangelii Jana.

## Opis
Zachowały się tylko niewielki fragment jednej karty Ewangelii Jana (19,17-18,25-26). Tekst pisany jest jedną kolumną na stronę. Oryginalna karta miała 37 linijek tekstu na stronę. Zachowały się tylko 4 niepełne linijki.
Nomina sacra pisane są skrótami (ΙΣ, ΜΗΙ, ΜΗΡ).
Zawiera tylko 20 liter na stronie recto, i 18 liter na stronie verso.
Stosowana jest diereza, dwukropek nad literą iota. Na stronie recto, w dolnej linijce, od lewej strony skryba zapomniał wpisać literę iota w słowie και (i), pomimo że umieścił dierezę nad literą alfa. Prawdopodobnie jest to błąd skryby.

## Tekst
| Strona recto {\displaystyle {\mathfrak {P}}}121                                                                 | Strona verso {\displaystyle {\mathfrak {P}}}121                                           |
| νιου Τοπον ο λεγεται Εβραιστι Γολγοθα οπου αυτον εσταρωσαν και μετ' αυτου αλλους δυο εντευθεν κα εντευθεν μεσον | η ΙΣ ουν ιδων την μητερα και τον μαθητην παρεστωτα ον ηγαπα λεγει τη ΜΗΙ Γυναι ιδε ο υιος |

## Historia
Na liście rękopisów znalezionych w Oksyrynchos umieszczony został na pozycji 4805. Tekst rękopisu opublikowany został w 2007 roku. INTF umieścił go na liście rękopisów Nowego Testamentu, w grupie papirusów, dając mu numer 121.
Rękopis datowany jest przez Instytut Badań Tekstu Nowego Testamentu na III wiek.
Obecnie przechowywany jest w Ashmolean Museum (Papyrology Rooms, P. Oxy. 4805) w Oksfordzie.